# Tim Boekhout van Solinge
Tim Boekhout van Solinge (1968) is een Nederlandse geograaf en criminoloog gespecialiseerd in de problematiek rond drugshandel. Hij is ook begaan met de effecten van illegale ontbossing in Brazilië.

## Levensloop
Tim Boekhout van Solinge rondde in 1986 zijn middelbare school aan het Ashram College af en studeerde daarna sociale geografie aan de Universiteit van Amsterdam (UvA) en aan de Sorbonne Université (Paris IV).  
Van 2001 tot 2016 werkte hij als docent criminologie aan de universiteit van Utrecht (UU) en sinds 2008 was hij verantwoordelijk voor de SSR-criminologiecurussen voor medewerkers van het Openbaar Ministerie.  
Sinds 2016 werkt hij vooral als onafhankelijk consultant op het gebied van illegale drugs en forest/wildlife crime. Hij werkt onder andere voor de Verenigde Naties (UNODC) en NGO’s als IUCN Nederland. Sinds 2018 is hij research fellow bij de sectie criminologie van deErasmus Universiteit Rotterdam.  

### Strijd voor de legalisering van illegale drugsmarkten
Voor zijn eindscriptie in 1994 over de sociale achtergronden van de Jamaicaanse popmuziek en -cultuur deed hij veldonderzoek in door drugsbendes geteisterde sloppenwijken in Kingston, Jamaica. Van 1995 tot 2000 was hij onderzoeker bij het Centrum voor Drugsonderzoek van de UvA en schreef hij over illegale drugsmarkten en drugsbeleid in Frankrijk, Zweden en de Europese Unie. In die periode was hij tevens correspondent van het Observatoire Géopolitique des Drogues (OGD) in Parijs. In 2000 deed Boekhout van Solinge voor stichting Mainline veldwerk in de toenmalige crack-scenes In Utrecht en Amsterdam Zuid-Oost. Dat jaar ging hij met een beurs van het Open Society Institute naar de universiteit van Utrecht om in 2004 bij Frank Bovenkerk te promoveren op internationaal drugsbeleid.  
Sinds halverwege de jaren 1990 is Boekhout van Solinge adviseur voor nationale en internationale media en politiek, waaronder de Tweede Kamer, Europees Parlement en de Canadese Senaat. Hij is een uitgesproken voorstander van een ander drugsbeleid en In 1998 suggereerde hij een open brief te schrijven aan Kofi Annan, secretaris-generaal van de Verenigde Naties, over het internationaal drugsbeleid, wat leidde tot een door 600 prominenten ondertekend verzoek om een ander beleid in de New York Times. Ook in Nederland sprak hij zich meermaals uit voor regulering en legalisering van illegale drugsmarkten en schreef hij er een essay over op verzoek van het Nederlands Juristenblad.  

### Strijd tegen illegale houtkap in het Amazonewoud
Boekhout van Solinge komt sinds 2003 als onderzoeker in het Braziliaanse Amazonewoud. Met zijn criminologische kennis pakt hij er het probleem van ontbossing aan. In 2016 liet hij de academische wereld achter zich om zich meer te richten op het behoud van tropisch regenwoud en ‘forest crime’ in de Braziliaanse Amazone.
Zijn stichting Forest Forces richt zich op praktische toepassingen van de criminologie samen met traditionele (inheemse) gemeenschappen en het Braziliaans Openbare Ministerie op ‘forest crime hotspots’. Als hulpmiddel gebruikt hij solar- en GPS-camera's voor het monitoren van bossen. Dat doet hij door de lokale bevolking van deze camera’s te voorzien zodat zij kunnen registreren waar in het woud illegaal hout wordt gekapt. Dankzij de GPS-coördinaten kan justitie de daders vinden en aanpakken. Boekhout van Solinge geeft ook workshops aan de Braziliaanse justitie en hij adviseert wereldwijd ngo's en overheden over het bestrijden van illegale houtkap.

## Publicaties
- 1996: Heroïne, cocaïne en crack in Frankrijk. Handel, gebruik en beleid. Amsterdam, CEDRO Centrum voor Drugsonderzoek, Universiteit van Amsterdam..
- 1996: Ganja in Jamaica. Amsterdams Drug Tijdschrift, nr 2, December 1996, pp. 11-14.
- 1997: Cannabis in France. In Cannabis Science. From Prohibition to Human Right, ed. Böllinger L., pp. 185–192. Frankfurt am Main: Peter Lang GmbH.
- 1997: Leroïne, la Cocaïne et le Crack. Trafic, Usage et Politique. Amsterdam: CEDRO, University of Amsterdam.
- 1997: The Swedish Drug Control System. An In-depth Review and Analysis. Amsterdam: Mets/Cedro
- 1999: Dutch Drug Policy in a European Context, Journal of Drug Issues, vol.29 nr.3
- 2000: book on crack-cocaine
- 2000: met T. & van Dijk, S., (2000) 'Island in the sun' dreigt zijn status te verliezen: Geweld overwoekert het toeristenparadijs Jamaica, AGORA Magazine 16(1), pp. 12-16.
- 2016: met Janine Janssen, Lieselot Bisschop, Philippe de Baets (reds), Groene criminologie en veiligheidszorg, Cahiers Politiestudies 2016-1, nr. 38, pp.7-15